# Confederazione sindacale internazionale
La Confederazione sindacale internazionale (in acronimo CSI) o in inglese International Trade Union Confederation (ITUC) è la più grande federazione sindacale del mondo. 

## Storia
Si è costituita il 1º novembre 2006 dalla fusione della CISL Internazionale (ICFTU) e della Confederazione mondiale del lavoro (CML). Il congresso fondatore della CSI si è tenuto a Vienna preceduto dai congressi di scioglimento dell'ICFTU e della CML.
La CSI rappresenta 175 milioni di lavoratori di 311 organizzazioni affiliate di 155 paesi del mondo. Vi sono affiliati tutti e tre i principali sindacati confederali italiani CGIL, CISL e UIL.

## Struttura

### Segretari generali
- Guy Ryder (2006-2010)
- Sharan Burrow (2010-2022)
- Luca Visentini (dal 2022)

### Presidenti
- Sharan Burrow (2006-2010)
- Michael Sommer (2010-2014)
- João Antonio Felicio (2014-2018)
- Ayuba Wabba (2018-2022)
- Akiko Gono (dal 2022)

## Congressi
- I Congresso - Vienna, 1-3 novembre 2006
- II Congresso - Vancouver, 21-25 giugno 2010
- III Congresso - Berlino, 18-23 maggio 2014
- IV Congresso - Copenaghen, 2-7 dicembre 2018
- V Congresso - Melbourne, 17-22 novembre 2022